# Streptopus amplexifolius

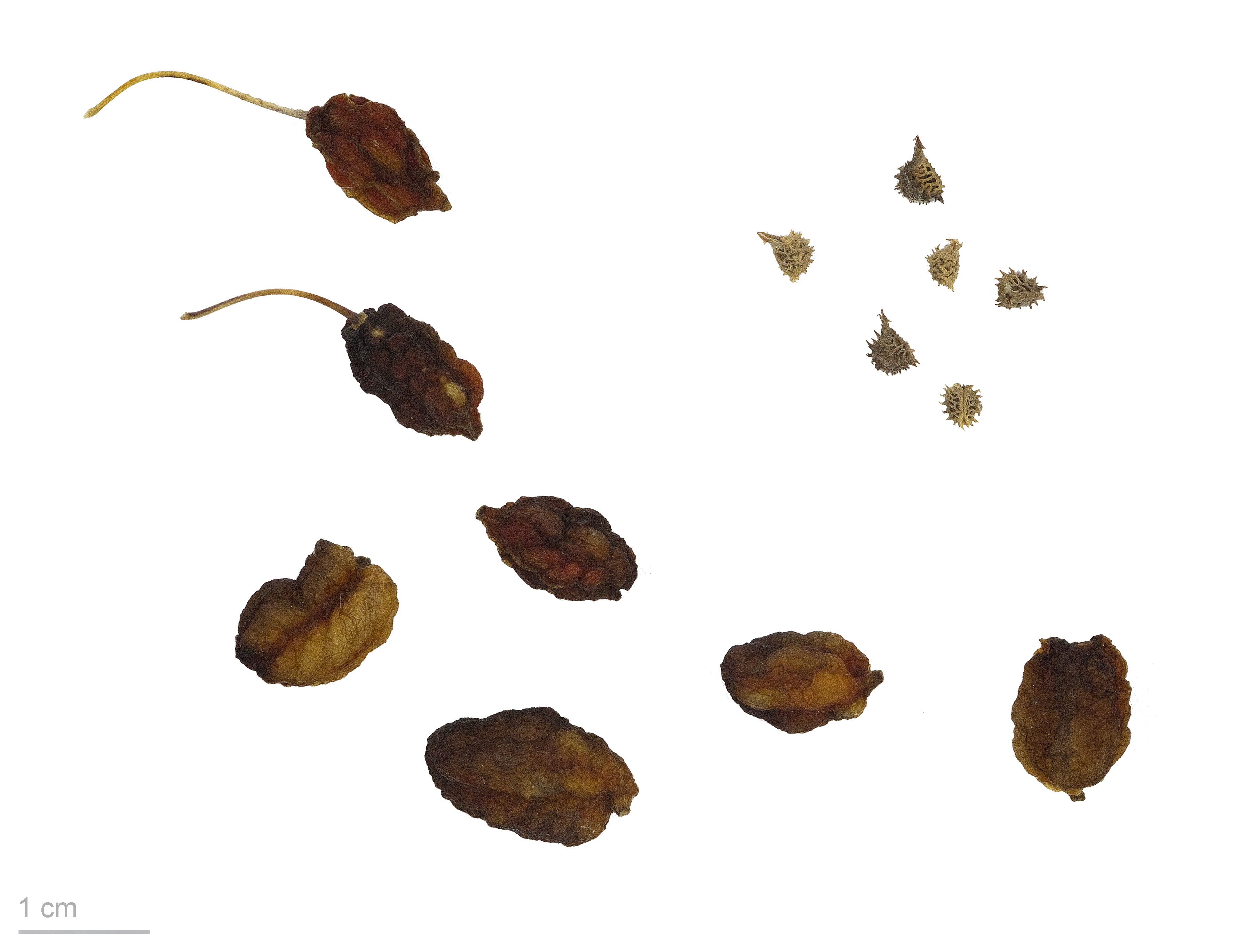
Streptopus amplexifolius

Streptopus amplexifolius là một loài thực vật có hoa trong họ Măng tây. Loài này được (L.) DC. miêu tả khoa học đầu tiên năm 1805.

## Hình ảnh

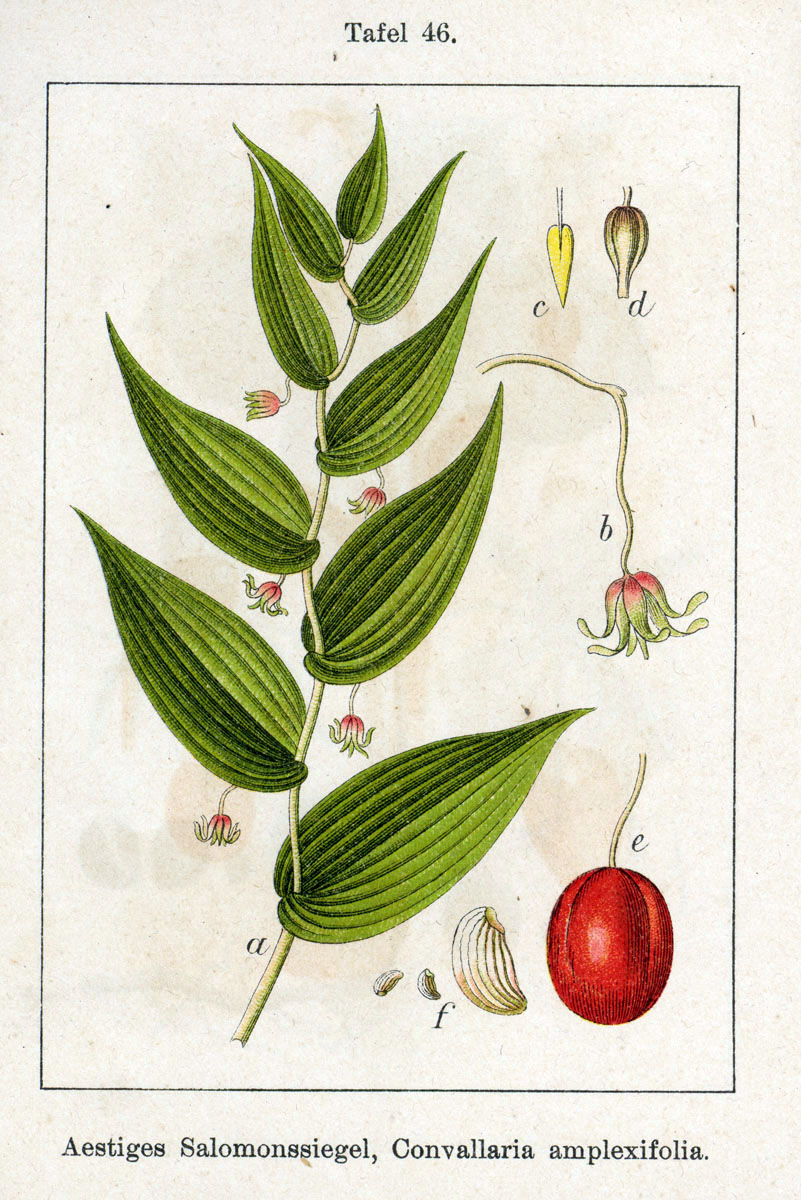
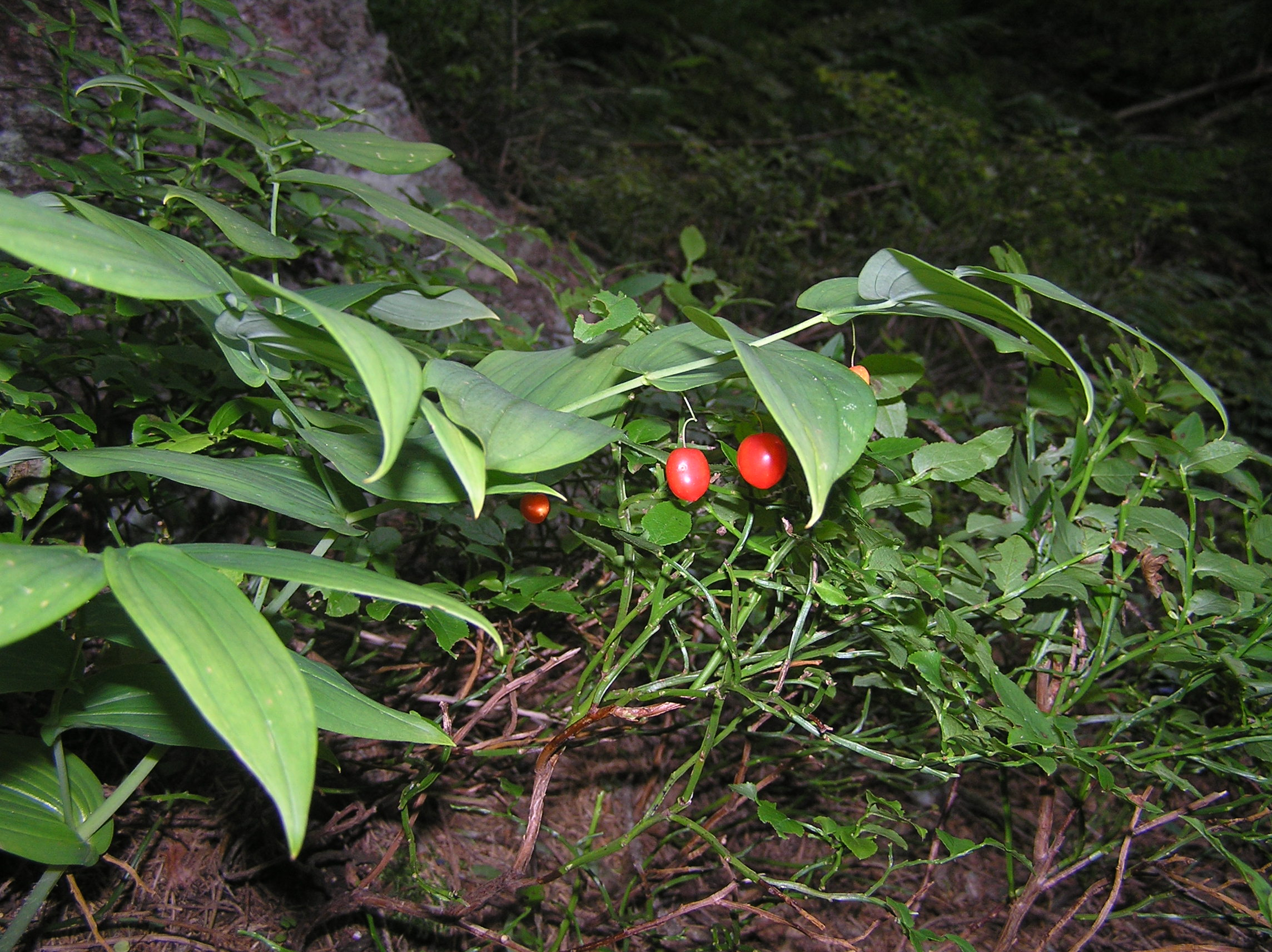
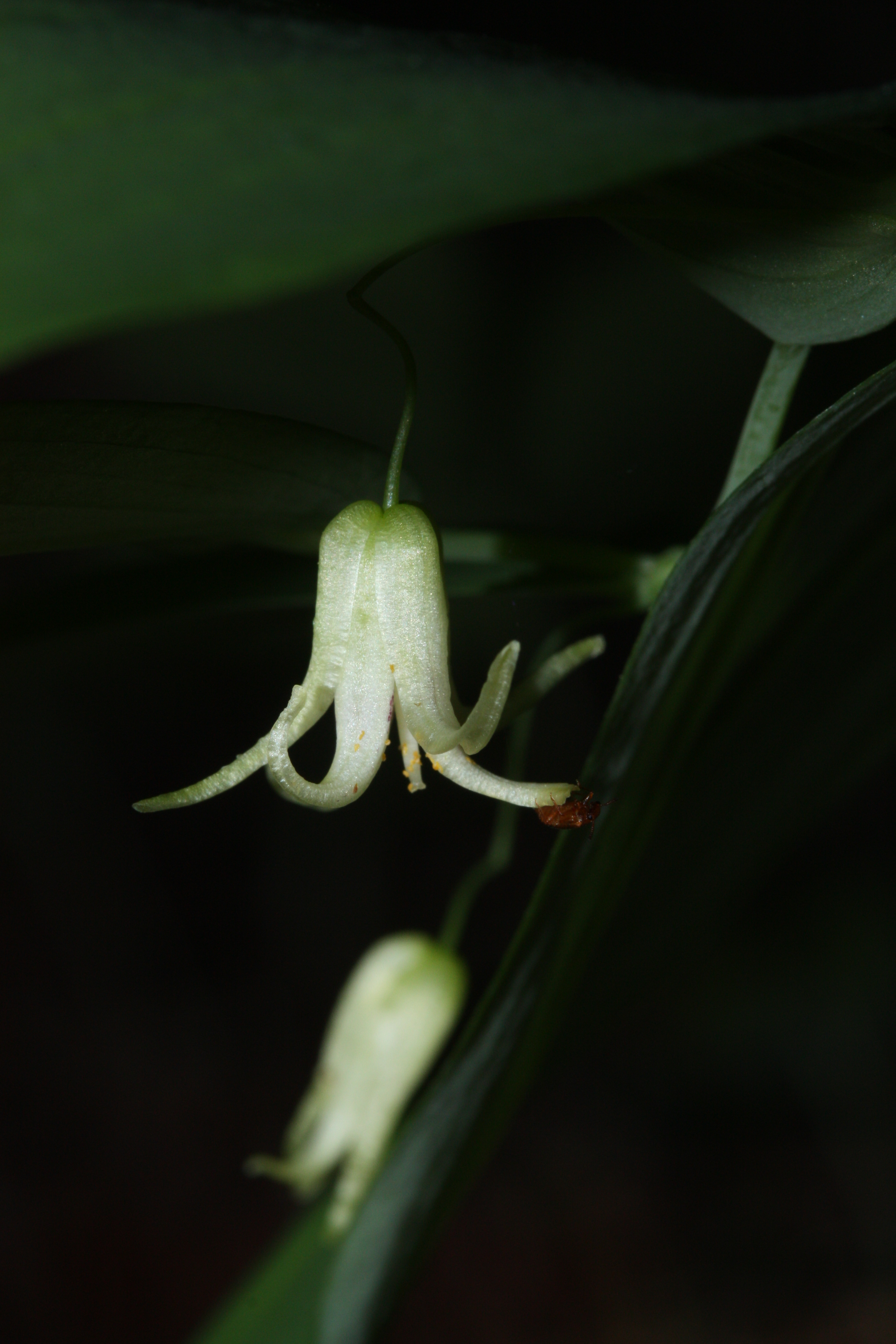
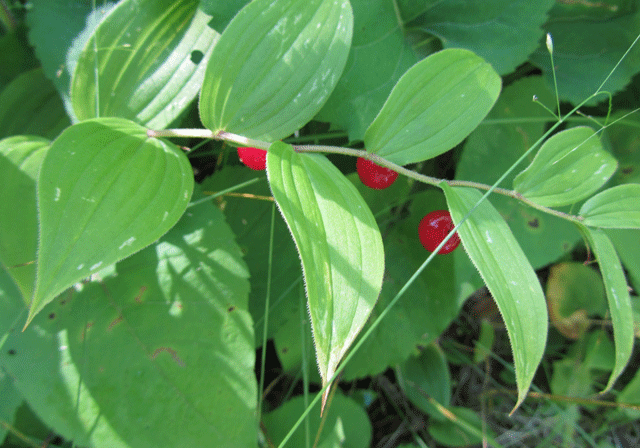